# 제9회 미국 작가 조합상
제9회 미국 작가 조합상은 1956년 뛰어난 활동을 보인 영화 작가를 기리기 위해 1957년 3월에 열린 시상식이다. Moulin Rouge (restaurant)에서 개최되었다.

## 수상 및 후보

### 각본상
- 왕과 나 - 어니스트 레흐먼 수상
- 우정어린 설득 - 마이클 윌슨 수상
- 80일간의 세계일주 - 제임스 포 수상

### 월계수상
- 찰스 브래킷 수상
- 빌리 와일더 수상